# Хималайски лешояд
Хималайският лешояд (Gyps himalayensis) е вид птица от семейство Ястребови (Accipitridae). Видът е почти застрашен от изчезване.

## Разпространение и местообитание
Разпространен е в Афганистан, Бангладеш, Бутан, Индия, Казахстан, Киргизстан, Китай, Малайзия, Мианмар, Монголия, Непал, Пакистан, Таджикистан, Тайланд и Узбекистан.